# 丹尼爾·戈爾丁
丹尼爾·紹爾·戈爾丁（英語：Daniel Saul Goldin，1940年7月23日—）於1992年4月1日至2001年11月17日期間擔任美國國家航空暨太空總署（NASA）第9任署長，也是任期最長者。他由老布希總統任命，並繼續在比爾·柯林頓和小布希總統期間任職。
戈爾丁也是一位企業家和技術學家，最近還創辦了顧問公司Cold Canyon AI。他的職業生涯跨越了太空科學、航空、國家安全、半導體和人工智慧等領域的眾多技術和企業。

## 早年生活
戈爾丁生於紐約市，1962年取得紐約市立學院機械工程理學士學位。

## 職業生涯
1962年，戈爾丁在NASA位於俄亥俄州克利夫蘭的格倫研究中心開始了他的職業生涯，從事人類星際旅行的電力推進系統研究。五年後，戈爾丁離開NASA，前往位於加利福尼亞州雷東多海灘的TRW太空與科技小組工作。戈爾丁在TRW工作了25年，晉升為副總裁兼總經理。在那裡，他大部分的時間都花在機密的軍事和情報太空計畫上。
他於1992年至2001年間擔任NASA署長，以支持「更快、更好、更便宜」的理念而知名。他被稱為要求嚴格但高效的管理者。
加入NASA後，戈爾丁回顧了失敗的火星觀察者號專案，並描述了他對該機構工作流程的不滿：「每次飛行都牽涉到很多事情，NASA不能讓它們失敗——導致更多的謹慎、延誤和開支。」。他說要讓太空船變得更小、更輕、更便宜，這樣NASA就可以冒更多風險，而不用害怕犯錯。他鼓勵設計詹姆斯·韋伯太空望遠鏡的團隊使用更大的鈹鏡。

## 外部連結
- NASA biography of Daniel Saul Goldin 的存檔，存档日期2016-12-08.
- Goldin Stands by 'Faster, Better, Cheaper' Credo - by Alex Canizares，存档于（存檔日期 July 23, 2008）
- C-SPAN內的頁面（英文）

 本条目引用的公有领域材料来自美国国家航空航天局的网站或文档。

| 政府职务             | 政府职务                                 | 政府职务               |
| -------------------- | ---------------------------------------- | ---------------------- |
| 前任： 理查德·特魯利 | 美國國家航空暨太空總署署長 1992年—2001年 | 繼任： 丹尼爾·馬爾維爾 |